# Курильська течія

Схема прямування течії на мапі Тихого океану

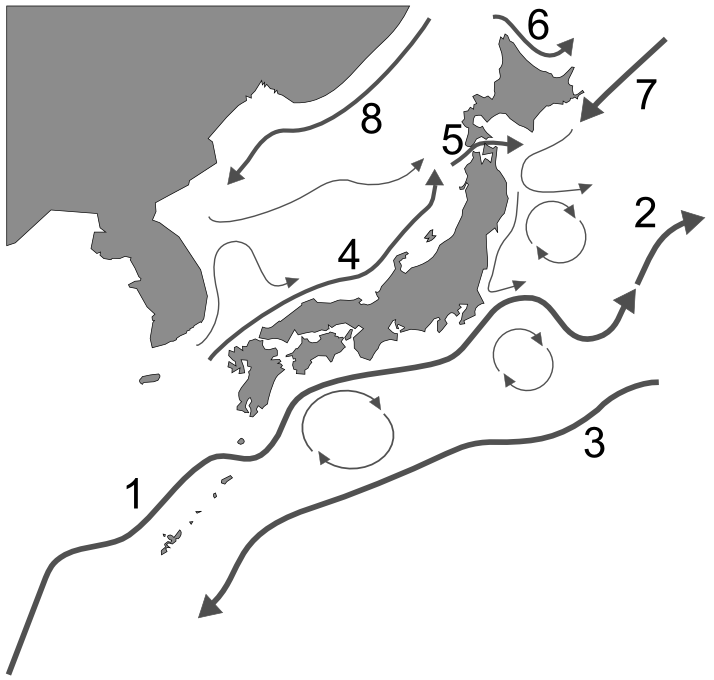
Течії Японського архіпелагу
1. Курошіо 2. Продовження Курошіо 3. Анти-Курошіо 4. Тепла Цусімська течія 5. Тепла Цуґарська течія 6. Тепла течія Соя 7. Курильська течія 8. Холодна Ліманська течія.

Курильська течія або Ояшіо — холодна субарктична поверхнева морська течія що прямує на південь і циркулює проти годинникової стрілки у північно-західній частині Тихого океану, Починається у Північному Льодовитому океані і прямує на південь через Берингову протоку та Берингове море і транспортуючи холодну воду з Льодовитого океану в Тихий океан і Охотське море, яка характеризується низькою температурою і низькою солоністю. Тече з півночі на південь вздовж східних берегів Камчатки, Курильських островів та Хоккайдо. Його відгалуження потрапляють і в Охотське море протоками між островами Кетой, Сімушир і Уруп.
На 40° північної широти води Курильської течії зустрічаються з теплою течією Куросіо і відхиляються на схід, переходячи у Північно-тихокеанську течію. Частина води яку переносить Курильська течія занурюється нижче вод Куросіо і поширюється далі на південь як проміжна вода низької солоності. Основний потік Курильського течії повертає на схід уздовж північного краю Куросіо, утворюючи океанічний полярний фронт, де його води також занурюються і потім розсіюються у південному напрямку, утворюючи проміжну воду, до 170 ° з. д.
Курильська течія має серйозний вплив на клімат Далекого Сходу, особливо Камчатки і Чукотки, де північна межа поширення лісів прямує на 10 градусів південніше, ніж на аналогічних широтах в Сибіру. Разом з тим район, де тече Курильська течія, є одним з найбагатших у світі за запасами риби та морепродуктів.
Температура води в лютому +2°, у серпні +13°, солоність до 34 ‰. Швидкість Курильської течії коливається від 0,25-0,35 м/с влітку до 0,5-1,0 м/ с взимку. Ширина Курильської течії у краю острова Хонсю становить близько 55,5 км.
Під час льодовикових періодів, через морську регресію утворювався сухопутний міст Берингія, тому не виникало умов виникнення потужної Курильської течії (був перекритий доступ холодних вод Чукотського моря). Рівень охолодження був набагато менше, ніж в інших районах Землі на аналогічних широтах. Це дозволило Тхокуку і Хоккайдо — єдиним районам Східної Азії з достатньою кількістю випадіння снігу (необхідна умова для формування льодовиків) — залишитися вільними від льодовиків, коли великі терени Європи і Північної Америки були покриті льодовиковими щитами. Ця відсутність заледеніння пояснює, чому, незважаючи на те, що сьогоднішній клімат набагато холодніший, ніж у більшості країн Європи, Східна Азія зберегла 96 % родів пліоценових дерев, тоді як Європа зберегла лише 27 %.